# Arena Jugra
Die Arena Jugra (russisch Арена-Югра) ist ein Eishockeystadion in Chanty-Mansijsk, Russland. Die Halle ist Austragungsort der Heimspiele des HK Jugra Chanty-Mansijsk aus der Wysschaja  Hockey-Liga.
Die Arena Jugra, welche 2008 eröffnet wurde, wird hauptsächlich für Eishockeyspiele genutzt.

## Innenansicht

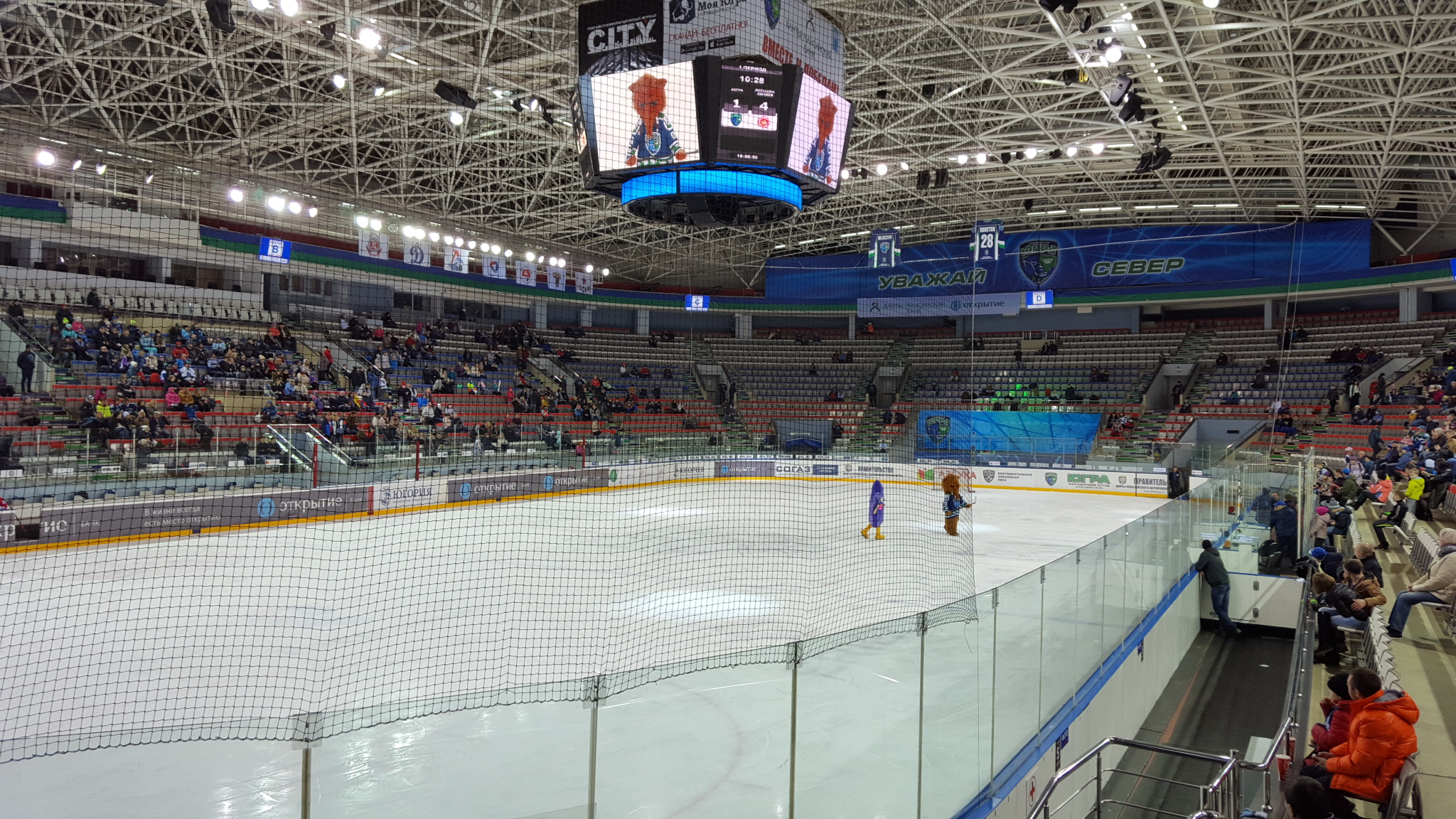
Nordost
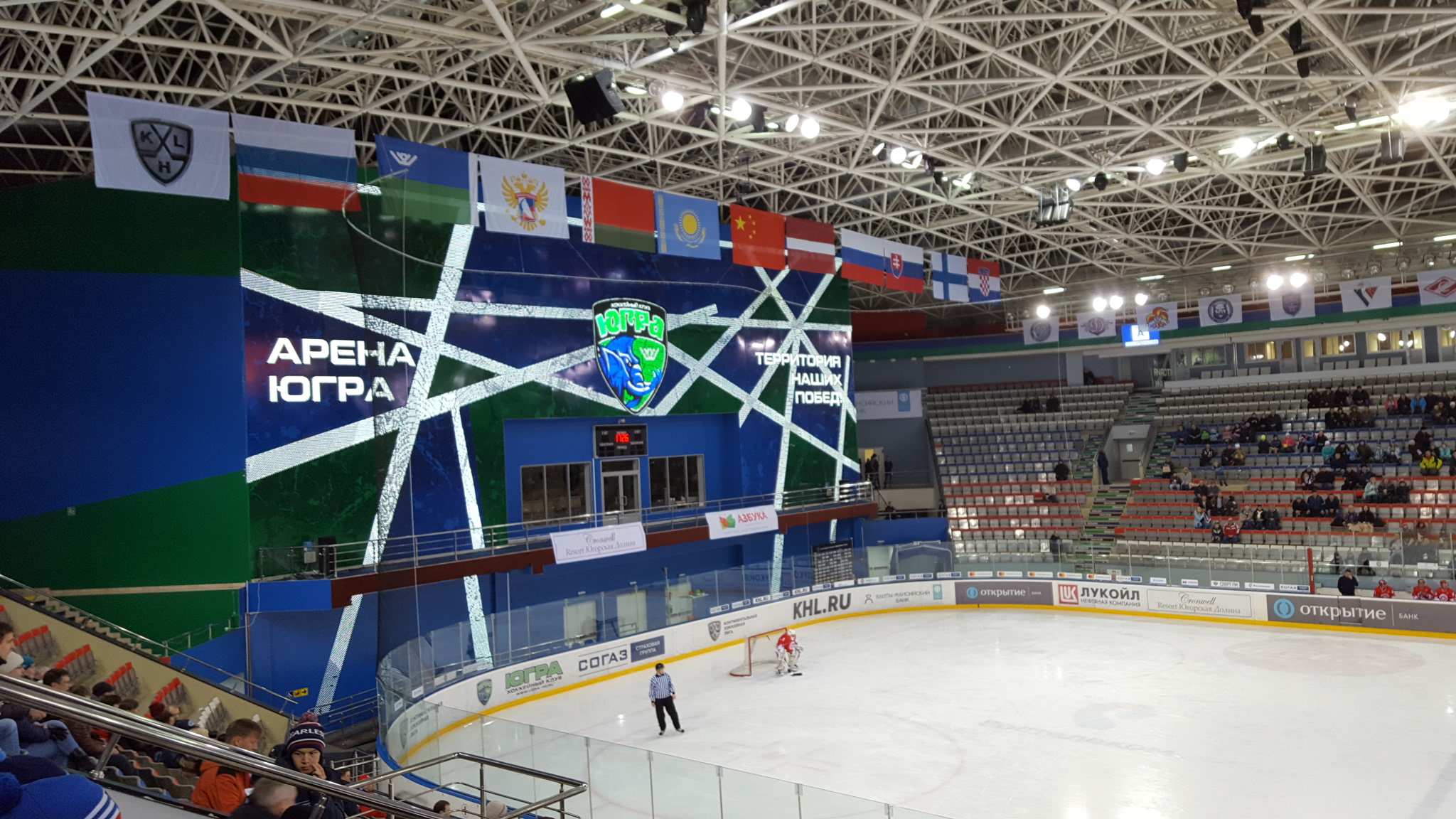
Südwest